# 永田佐次郎
永田 佐次郎（ながた さじろう、1850年11月10日（嘉永3年10月7日）- 1928年（昭和3年）1月7日）は、幕末の鹿島藩士、明治から昭和初期の公吏、実業家、政治家。衆議院議員。

## 経歴
肥前国藤津郡高津原村（佐賀県藤津郡南鹿島村大字高津原、鹿島町を経て現鹿島市横田）で、鹿島藩士・永田佐一の長男として生まれる。鹿島藩校弘文館で学んだ。慶応2年（1866年）鹿島藩に副島種臣が逃れた際に原忠順の命を受け永野静雄と共に副島の警護に当たった。藩では学校寮監、仏式練兵教師、予備隊長を務め、慶応4年（1868年）戊辰戦争で鹿島藩の北陸道出陣に従軍した。
1870年5月（明治3年4月）藩命で大阪兵学寮（のち陸軍士官学校）に入学したが、同年11月、父の病により退学した。1871年（明治4年）中は再び藩学校で学び、1872年（明治5年）1月からのちの佐賀市で福島昭庸から洋学を学んだ。同年、学制発布により鹿島での小学校創設に参画し、教員伝習所の設置に係わり、1873年（明治6年）10月、高津原小学校訓導に就任。1875年（明治8年）3月、佐賀県第6大区3小区1等副戸長となり、以後、第7大区3小区1等副戸長、三潴県第7大区3小区1等副戸長、学区取締、佐賀県藤津郡書記などを歴任。1879年（明治12年）旧藩主鍋島直彬が沖縄県令として赴任した際に従い、同年4月、沖縄県6等属に任官し、第2回内国勧業博覧会委員、米麦大豆煙草菜種共進会委員、中頭役所長、同県4等属、沖縄県人種物品取調委員などを務め、1883年（明治16年）9月に退官した。
政界では1884年（明治17年）2月、高津原村会議員に当選。同年2月から1896年（明治29年）4月まで佐賀県会議員に在任し、同常置委員、勧業諮問会員なども務めた。1898年（明治31年）8月、第6回衆議院議員総選挙で佐賀県第3区から憲政本党所属で出馬して当選し、衆議院議員に1期在任した。
実業界では、志保多銀行取締役、同頭取、鹿島銀行取締役、祐徳軌道取締役などを務めた。
1904年（明治37年）祐徳稲荷神社社司に就任し、佐賀県神職会の役員に長年在任した。また、旧藩主鹿島鍋島子爵家の家令も務めた。

## 親族
- 長女：井原トシ（井原喜代太郎の妻）[2]